# Second Mesa
Second Mesa, è un census-designated place degli Stati Uniti d'America, nella Contea di Navajo nello Stato dell'Arizona. Ha una popolazione di 814 abitanti secondo il censimento del 2000. Secondo lo United States Census Bureau ha un'area totale di 68,5 km².

## Geografia fisica
Second Mesa si trova nell'Arizona nord-orientale all'interno del territorio della riserva indiana Hopi. Sulla mesa si trovano i villaggi Hopi di Musungnuvi (o Mishongnovi), Supawlavi (o Sipaulovi), e Songoopavi (o Shungopavi). È collegato dalla Statale 264 dell'Arizona, e si trova fra First Mesa e Third Mesa.
Su Second Mesa si trova il Centro culturale Hopi.